# 絨毛膜羊膜炎
絨毛膜羊膜炎（じゅうもうまくようまくえん、Chorioamnionitis CAM）とは、妊娠中に膣の常在菌が上行性感染を起こすことによって生じる炎症性疾患である。細菌感染の防御因子が炎症によって過剰反応することによって、頸管熟化、前期破水、子宮収縮を引き起こし、早産の原因となる。防御因子とはサイトカインや顆粒球エラスターゼ、プロスタグランジンなどであり、一部切迫早産のマーカーとして用いられる。

## 原因
腟内が悪玉菌で占める細菌性腟症から絨毛膜と羊膜という赤ちゃんを包んでいる卵膜に炎症が起きる感染症。細菌性腟症になると女性器が魚の生臭い臭いがしたり、おりものが増えるなどの症状が出る人もいるが、半数以上は無症状で自然に治ってしまうことがある。絨毛膜羊膜炎は妊娠中には、はっきりと診断できない病気である。確実な診断には、出産後に胎盤を病理検査に出すことで可能であり、早産した後に判明する。対策としては妊娠中のセックスは、コンドームを付けるべきである。早産の最大の原因となっており、妊娠中に膣内射精が繰り返されて絨毛膜羊膜炎を発症していた可能性が指摘されている。

## 症状
38度以上の母体発熱や100bpm以上の母体頻脈、180bpm以上の胎児頻脈、母体の白血球増加（15000/μl以上）と核の左方移動、CRP高値、顆粒球エラスターゼ（エラスペック）や胎児性フィブロネクチン（PTDチェック）の上昇、治療抵抗性の子宮収縮、羊水の膿性混濁、悪臭などがあげられる。基本的に胎児の感染兆候がみられたら妊娠継続は困難な場合が多い。これらの症状に切迫早産の症状が重なってくるのが典型であるが無症候性で突然切迫早産の症状をきたす絨毛膜羊膜炎も多い。

## 治療
イソジンなどで膣洗浄を行い、子宮収縮抑制薬の投与を行う。